# Filip Pivkovski
Filip Pivkovski (sinh ngày 31 tháng 1 năm 1994) là một cầu thủ bóng đá người Macedonia gốc Thụy Điển thi đấu cho câu lạc bộ Thụy Điển Landskrona BoIS ở Hạng đấu 1 ở vị trí tiền vệ chạy cánh trái.
Filip Pivkovski có màn ra mắt cho Novara Calcio ở Coppa Italia vào tháng 8 năm 2013 trước U.S. Grosseto F.C. 

## Thống kê sự nghiệp
| Mùa giải | Câu lạc bộ    | Giải vô địch | Giải vô địch | Giải vô địch | Cúp     | Cúp       | Châu lục | Châu lục  | Tổng    | Tổng      |
| Mùa giải | Câu lạc bộ    | Giải vô địch | Số trận      | Bàn thắng    | Số trận | Bàn thắng | Số trận  | Bàn thắng | Số trận | Bàn thắng |
| -------- | ------------- | ------------ | ------------ | ------------ | ------- | --------- | -------- | --------- | ------- | --------- |
| 2013–14  | Novara Calcio | Serie B      | 1            | 0            | 1       | 0         | —        | —         | 2       | 0         |
| Tổng     | Ý             | Ý            | 2            | 0            | 0       | 0         | 0        | 0         | 2       | 0         |